# Major Ottó
Major Ottó, Mohrer (Budapest, 1924. április 4. – Budapest, 1999. február 22.) magyar író. Az Újhold, a Magyarok, az Alkotás, a Kortárs munkatársa volt. A Lengyel József Kollégium alelnöke és a Kassák Lajos Társaság elnöke volt.

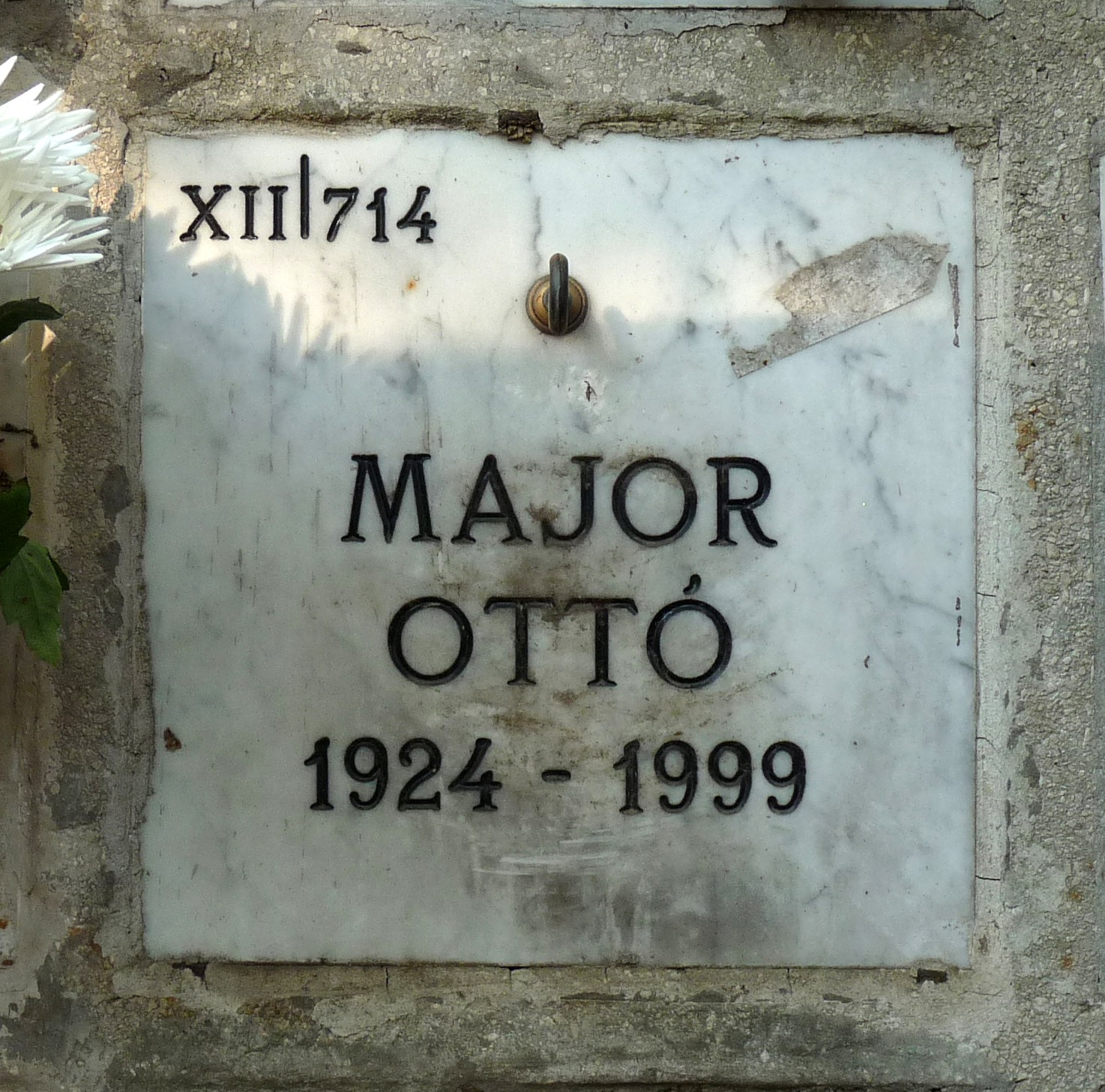
Síremléke az Óbudai temetőben (3-XII/714).

## Életpályája
Major (1945-ig Mohrer) Henrik (1891–1969) fogtechnikus és Schwarz Elvira (1896–1968) fia. 1942-től jelentek meg versei. 1948-ban végzett a Pázmány Péter Tudományegyetem bölcsészeti abszolutórium szakán. 1964–1989 között a Tükörnek és folytatásának, az Új Tükörnek munkatársa és olvasószerkesztője volt. 1988-tól a Károlyi Mihály Társaság intézőbizottsági elnöke, 1993-tól a Komlós Aladár Társaság elnöke volt.

## Művei
- Ezer alakban (versek, 1945)
- Négy nemzedék (versek, 1948)
- Határszélen (1950)
- Dobra Péter három iskolája (kisregény, 1953)
- Magyar Atlantisz (regények, 1955-1960)
- Idők rostáján (regény, 1955)
- Megőszül a föld (regény, 1956)
- A hetedik pecsét. Monológ és párbeszédek a Megőszült a föld-höz
- Isten békéje I-II. (történelmi regény, 1959)
- Égi és földi háború (történelmi kalandregény, 1959)
- Testamentum (regény, 1960)
- Játék a tükörrel (elbeszélések, tanulmányok, 1962)
- Három apokrif, ókori triptichon: Tibériási Justus (történelmi regény, 1965)
- Szent Kelemen vallomásai (történelmi regény, 1970)
- Szerelem és halál a Kapucinus utcában (regény, 1973)
- Arcok és maszkok (tanulmányok, 1975)
- Értelem és szenvedély (tanulmányok, 1980)
- A nagy Heródes, Tibérias Justus, Szent Kelemen vallomásai (történelmi regény, 1965-1970)
- Boldog boldogtalanok (elbeszélések, 1981)
- Egy nemzet férfikora (tanulmányok, 1984)
- A megtalált út (tanulmányok, 1989)
- Végzetes esztendők (esszék, 1995)
- A mindenség polgára (versek, 1997)

## Díjai, elismerései
- József Attila-díj (1952, 1956)
- Szocialista Hazáért Érdemrend (1967)
- Felszabadulási Emlékérem
- a Művészeti Alap életműdíja (1984)
- Munka Érdemrend ezüst fokozat (1988)
- A Magyar Köztársasági Érdemrend kiskeresztje (1994)